# Jan van Releghem

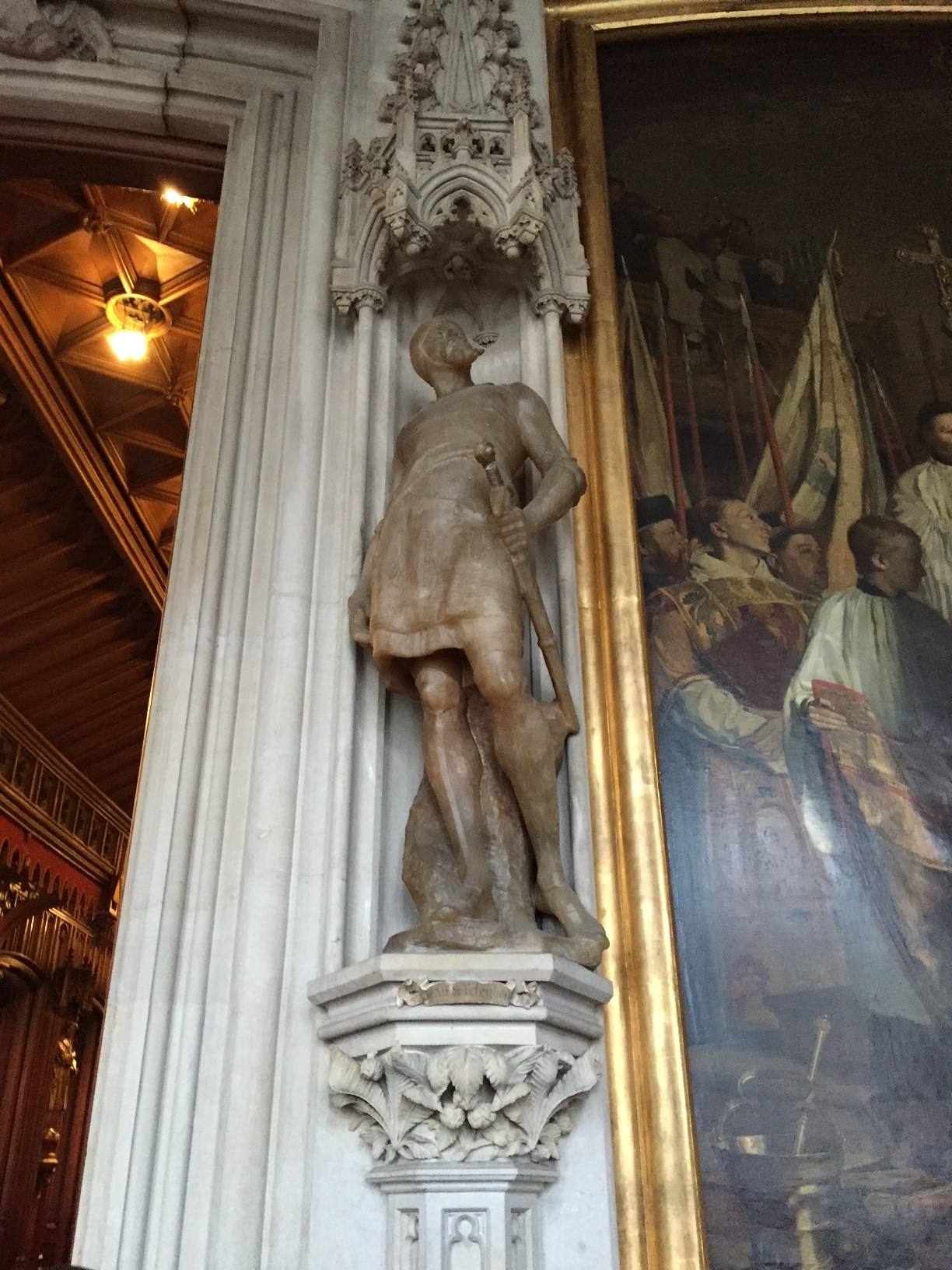
Albasten beeld van Jan van Releghem boven de eretrap van het Stadhuis van Brussel

Jan van Releghem (ook Relegem, Redelghem) (1330 - Baesweiler, 22 augustus 1371) was heer van Relegem (ten noorden van Brussel, vandaag gemeente Asse) en de zoon van Geraert van Releghem. Van 1366 tot zijn dood in 1371 was hij amman van Brussel onder de impopulaire hertog Wenceslaus I van Luxemburg.
Jan van Releghem speelde een rol als aanvoerder van het Brabantse leger van hertog Wenceslaus in de Brabantse Successieoorlog (1355-1357), waarin Vlaanderen en Gulik de legitimiteit van Wenceslaus betwistten. 
In 1369 deed hij afstand van zijn aandeel in de burcht Releghem (te Zemst) ten voordele van zijn tante Margaretha, en ontving in ruil haar aandeel in de heerlijkheid Empel en Meerwijk, evenwel in handen van Gerard van Herlaer. Door de heer van Herlaer met geweld uit Meerwijk te verjagen droeg heer Jan bij tot het aanwakkeren van de dreigende oorlog met Gelre en Gulik, waar Herlaer verhaal ging halen.
In 1371 was Jan van Releghem een van de aanvoerders bij de Slag bij Baesweiler, tegen Gulik en Gelre. De Brabantsche Yeesten van Jan van Boendalen vermelden dat hij de aanval leidde:

Die ierste, die den strijt versochte, 

Was van Relegem die heere,

Her Jan, die vromelijc ende seere 

 Den vianden oploep dede, 

 Ende niet en spaerde sine lede;

Maer met wapenen vele besuerde:

Vromelijc hi sijn arme ruerde,

Ridderlijc, daer ter stede.

...en dat hij onder de gesneuvelden was bij de nederlaag:

Daer bleef verslagen in der noot

Heer Gherard Rolibuc, ende met hem

Her Jan, heere van Releghem,

Twee riddren, vrome utermaten;
De nederlaag leidde voor de familie van Releghem tot het verlies van Empel en Meerwijk aan Geraert van Herlaer. Een akkoord werd gevonden door bemiddeling van de heer van Bouchout: na het herstel van rechten aan Geraert van Herlaer werd een rente van 210 gulden per jaar uit de tienden, het hofgoed en het kleine gericht uitgekeerd aan Jan(ne), zoon van Jan van Releghem.
Onder zijn ammanschap heeft de terechtstelling (1370) van de 6 joden, beschuldigd van het ontwijden van gestolen hosties (bekend als het Sacrament van Mirakel) plaatsgevonden. Deze jodenvervolging gebeurde wellicht op instigatie van Wenceslaus, die erg om geld verlegen zat, en de bezittingen van de veroordeelden confisqueerde.
Heer Jan was gehuwd met Margaretha van Spieghele, en behoorde tot het geslacht Sleeuws. Zijn zoon Jan(ne) van Releghem werd schepene van Brussel in 1408, en werd verbannen naar Mechelen.
De beeldhouwer Guillaume de Groot beeldde rond 1880 heer Jan af boven de gotische trap van het Stadhuis van Brussel, in gezelschap van andere Brusselse helden uit de XIVe eeuw (Walter van den Bisdomme, René Clutinck, Arnoul d'Yssche, Willem Pipenpoy en Rogier van Leefdael).